# Alois Senefelder

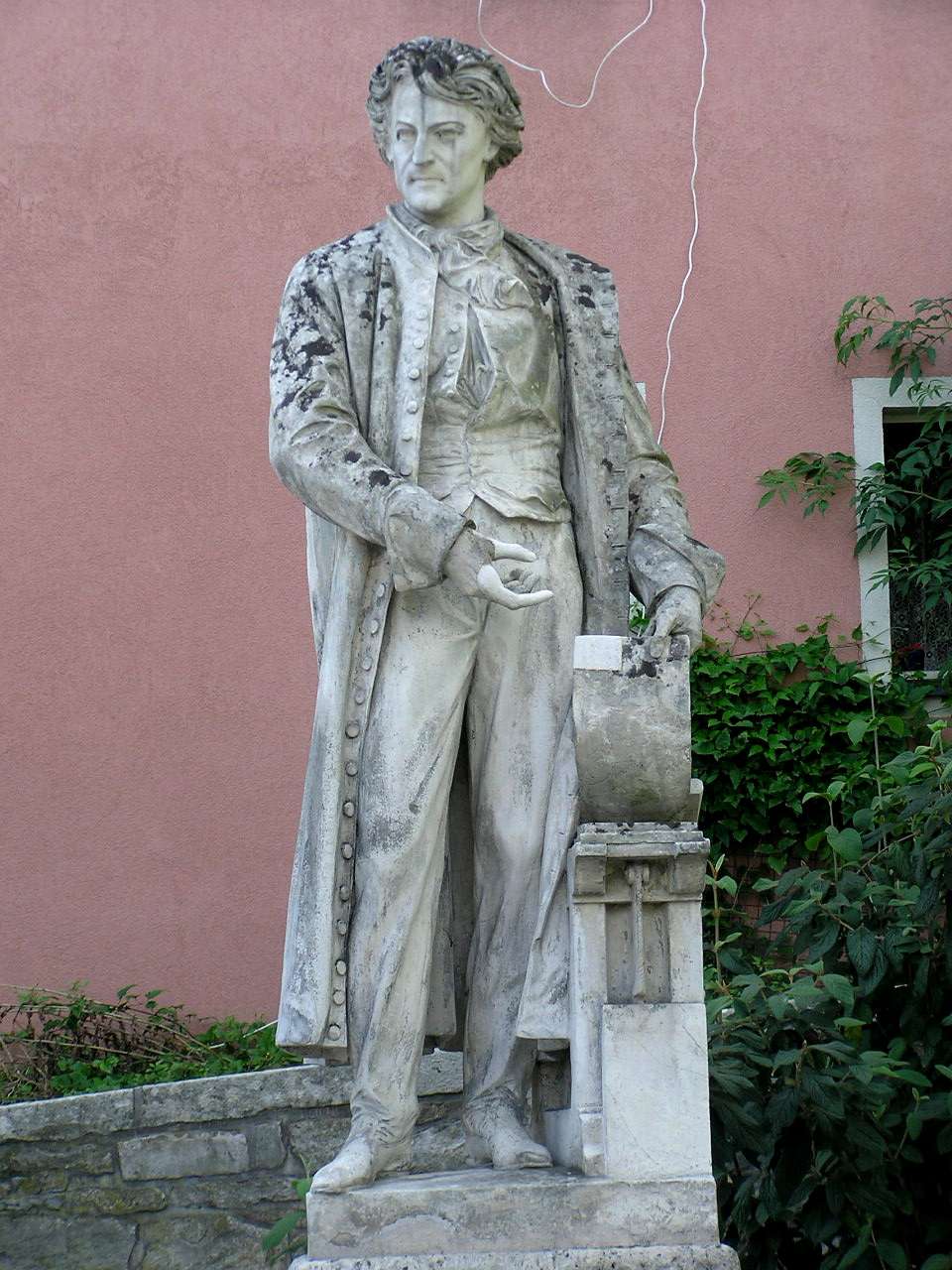
Monument a Alois Senefelder a Solnhofen

Alois Senefelder (6 de novembre 1771 a Praga - 26 de febrer 1834 a Múnic) era un actor austro-alemany i escriptor de teatre, i va ser l'inventor de la litografia, també anomenada impressió en pedra.
Alois Senefelder va descobrir, en un intent de replicar notes musicals, que la llosa calcària de Solnhofer (regió Alemanya a Malm, Oberjura), una pedra de gra especialment fi i amb una estratificació molt llisa, un cop pintada amb llapis gras o tinta grassa resistent a l'àcid, i cauteritzada amb solució d'aiguafort, només acceptava la tinta d'impressió en les zones pintades.
El 1797 Senefelder va construir un prototip per a aquest mètode d'impressió de superfícies i va fer també proves amb impressions a color.
Va batejar el seu invent amb el nom d'impressora química o impressora de pedra, el qual va ser anomenat a França des del 1803 aprox. Litografia. El 1826 Senefelder va aconseguir realitzar impressions de fulls amb diversos colors mitjançant múltiples lloses, i el 1833 la impressió de pintures a l'oli en tela transportades a la pedra.
La tomba de Senefelder es pot visitar al cementiri de Múnic Südfriedhof al barri Glockenbachviertel.